# South East Melbourne Phoenix
Die South East Melbourne Phoenix (kurz: S.E. Melbourne Phoenix) sind eine professionelle Basketball-Mannschaft der australasischen National Basketball League (NBL) aus der im australischen Bundesstaat Victoria gelegenen Stadt Melbourne.

## Erfolge
- Playoff-Teilnahmen (3): 2021, 2023, 2025

## Saisonbilanzen
- Meister der NBL
- Vizemeister der NBL

| Saison  | Platz | Spiele | Siege | Niederlagen | Siegquote in % | PlayOffs                       |
| ------- | ----- | ------ | ----- | ----------- | -------------- | ------------------------------ |
| 2019/20 | 8     | 28     | 9     | 19          | 32,1           | nicht qualifiziert             |
| 2020/21 | 4     | 36     | 19    | 17          | 52,8           | im Halbfinale ausgeschieden    |
| 2021/22 | 6     | 28     | 15    | 13          | 53,6           | nicht qualifiziert             |
| 2022/23 | 5     | 28     | 15    | 13          | 53,6           | im Viertelfinale ausgeschieden |
| 2023/24 | 10    | 28     | 10    | 18          | 35,7           | nicht qualifiziert             |
| 2024/25 | 4     | 29     | 16    | 13          | 55,2           | im Halbfinale ausgeschieden    |

## Trainerhistorie
- Simon Mitchell: 2019–2023
- Mike Kelly: 2023–2024
- Josh King: 2024–aktuell

## Heimarena
- John Cain Arena (2019–aktuell)
- State Basketball Centre (2020–aktuell)
- Cairns Pop-Up Arena (2021)
- Qudos Bank Arena (2021)
- Gippsland Regional Indoor Sports Stadium (2022–aktuell)